# 新丰镇站
新丰镇站是位于陕西省西安市临潼区新丰街道的一个铁路车站，是陇海铁路、宁西铁路、包西铁路、西康铁路、和西安铁路枢纽北环线交汇的车站。车站为西安铁路局直属的特等编组站。现仅办理货运业务，不办理客运业务，但有往返西安站和渭南站的职工通勤列车停靠。车站最初建于1934年，2007年扩建后规模双向纵列式三级八场，为中国路网性编组站。
2020年1月7日，本站至窑村区间增建二线线路工程开通。

## 车站结构
| 北侧     | →自临潼站               | 陇海铁路上行正线        | 陇海铁路上行正线  | 陇海铁路上行正线  | 陇海铁路上行正线  | 包西上行线↗             | 包西上行线↗             |                         |                         |
| 上行系统 | ↘北环上行线 →西康上行线 | ↑ 西 到 环 线           | 上行到达Ⅱ场（12） | 上行调车Ⅳ场（34） | 上行出发Ⅵ场（16） | 陇海上行线↘ 宁西上行线↘ | 陇海上行线↘ 宁西上行线↘ | 陇海上行线↘ 宁西上行线↘ | 陇海上行线↘ 宁西上行线↘ |
| 中间     |                         | ↑ 西 到 环 线           | 西安东车辆段      | 交换Ⅶ场（6）      | 新丰镇机务段      | ↓ 东 到 环 线           | ↙包西 下行线            | 何零↘↖ 联络线           | 直通Ⅷ场（18）           |
| 下行系统 |                         | ↑ 西 到 环 线           | 下行出发Ⅴ场（16） | 下行调车Ⅲ场（33） | 下行到达Ⅰ场（12） | ↓ 东 到 环 线           | ↙包西 下行线            | 何零↘↖ 联络线           | 直通Ⅷ场（18）           |
| 下行系统 | ↖北环下行线 ←西康下行线 | ↖北环下行线 ←西康下行线 | 下行出发Ⅴ场（16） | 下行调车Ⅲ场（33） | 下行到达Ⅰ场（12） | 宁西下行线↙ 陇海下行线↙ | 宁西下行线↙ 陇海下行线↙ | 宁西下行线↙ 陇海下行线↙ | 宁西下行线↙ 陇海下行线↙ |
| 南侧     | ←陇海下行线             | ←陇海下行线             | 陇海铁路下行正线  | 陇海铁路下行正线  | 陇海铁路下行正线  | 宁西下行线↙ 陇海下行线↙ | 宁西下行线↙ 陇海下行线↙ | 宁西下行线↙ 陇海下行线↙ | 宁西下行线↙ 陇海下行线↙ |

## 下辖车站
新丰镇站为中国铁路西安局集团管辖的直属车站。2020年4月生产力布局调整后现下辖以下八个中间站和线路所：
- 二等站：窑村
- 三等站：灞桥、何寨、临潼
- 五等站：临潼北
- 线路所：长条村、行者、斜口

原零口站于2004年从渭南车务段划归新丰镇站管辖，2022年3月24日更名为新丰镇车站Ⅷ场。